# Kabinett Hohenzollern-Sigmaringen
Das Kabinett Hohenzollern-Sigmaringen bildete vom 6. November 1858 bis 11. März 1862 in Preußen das von Prinzregent Wilhelm I. berufene Staatsministerium. Die Übertragung der Regierungsgeschäfte auf Wilhelm I. durch den erkrankten Friedrich Wilhelm IV. zog einen politischen Kurswechsel nach sich. Die neu eingesetzte Regierung bestand aus liberal-konservativen Vertretern der Wochenblattpartei. Ihre Amtszeit wird als Neue Ära bezeichnet, in der sich in gewisser Abkehr von der Reaktionsära das öffentliche Leben liberalisierte und die Regierung stärker mit der liberalen Kammermehrheit kooperierte. Faktischer Kopf des Kabinetts war allerdings nicht der Ministerpräsident, sondern der liberale ehemalige Ministerpräsident des Jahres 1848 Rudolf von Auerswald. Er war als Minister ohne Ressort de facto Stellvertreter des Ministerpräsidenten. An der Heeresreform eskalierte im Frühjahr 1862 der Preußische Verfassungskonflikt mit der liberalen Kammermehrheit um die Mitbestimmung des Landtags in Militärangelegenheiten und grundsätzlich um die Parlamentarisierung Preußens, der zum Rücktritt der Regierung und zum Ende der Neuen Ära führte.  
| Amt                                                                                 | Name |
| ----------------------------------------------------------------------------------- | --- |
| Ministerpräsident                                                                   | Karl Anton von Hohenzollern-Sigmaringen |
| Minister ohne Ressort                                                               | Rudolf von Auerswald |
| Äußeres                                                                             | Alexander von Schleinitz, 6. November 1858 – 10. Oktober 1861 Albrecht von Bernstorff, ab 10. Oktober 1861                                                                                              |
| Finanzen                                                                            | Robert von Patow |
| Geistliche, Unterrichts- und Medizinal-Angelegenheiten                              | Moritz August von Bethmann-Hollweg |
| Handel, Gewerbe und öffentliche Arbeiten                                            | August von der Heydt |
| Justiz                                                                              | Ludwig Simons, 6. November 1858 – 14. Dezember 1860 August von Bernuth, ab 17. Dezember 1860 |
| Inneres                                                                             | Eduard Flottwell, 6. November 1858 – 3. Juli 1859 Maximilian von Schwerin-Putzar, ab 3. Juli 1859 |
| Landwirtschaft                                                                      | Erdmann von Pückler |
| Krieg                                                                               | Eduard von Bonin, 6. November 1858 – 27. November 1859 Karl Anton von Hohenzollern-Sigmaringen, 27. November 1859 – 5. Dezember 1859 (Wahrnehmung der Geschäfte) Albrecht von Roon, ab 5. Dezember 1859 |
| Chef der Admiralität/Chef der Marineverwaltung/Marineminister (seit 16. April 1861) | Karl Anton von Hohenzollern-Sigmaringen, 15. November 1858 – 6. April 1859 (interim) Jan Schröder, 6. April 1859 – 6. Dezember 1860 Albrecht von Roon, ab 6. Dezember 1860/5. März 1861                 |